# Colibrí maragda cuafí
El colibrí maragda cuafí (Chlorostilbon stenurus) és una espècie d'ocell de la família dels troquílids (Trochilidae) que habita les zones forestals de Veneçuela, Colòmbia i nord-est de l'Equador.